# Henri de Caisne
Henri de Caisne (Bruxelles, 27 gennaio 1799 – Parigi, 17 ottobre 1852) è stato un pittore francese.
Era il fratello di Joseph Decaisne e del dottore in medicina Pierre Decaisne, membro dell'Accademia reale di Bruxelles e titolare d'una cattedra presso la facoltà di medicina di Gand.

## Biografia
Nato a Bruxelles il 27 gennaio 1799, da Victor Decaisne, nativo di Abbeville, e da Marie Maës, nativa di Anversa, Henri Decaisne iniziò, dal 1814, a studiare, mentre il liceo era chiuso, il disegno, poi la pittura sotto François e frequentava, nello stesso tempo, le classi dell'Accademia, ove ottenne il premio della figura antica nel 1816, l’anno stesso della uscita dal liceo. Nel 1818, su consiglio di David, il proscritto della Restaurazione, si trasferì a Parigi ed entrò nell'atelier di Girodet, prima di passare in quello del barone Gros. Ottenne il Gran Premio nel 1827 e una medaglia nel 1828. Nel 1830, andò in Olanda per studiare i grandi maestri fiamminghi.
Installatosi a Parigi, si fece una grande reputazione di eccellente ritrattista nello stile di Lawrence. Molte delle sue tele sono a Versailles, tra le quali l'Entrata di Carlo VII a Rouen (1838) e l'Istituzione dell'Ordine di San Giovanni di Gerusalemme (1842). Terminò la sua grande opera Les Belges Illustres nel 1839.
Aveva ricevuto la Legion d'onore nel 1842.
Morto il 17 ottobre 1852 a Parigi, la sua salma è inumata nel cimitero di Montmartre con il fratello Giuseppe e la loro madre Marie Maës.

## Opere

### Ritratti
- La Reine des Belges, 1835.
- Le Duc d’Orléans, 1833.
- La Princesse Clémentine d’Orléans, 1833.
- Madame Malibran en Desdémone, 1831.
- Victor Schœlcher, 1833.
- Alphonse de Lamartine, 1839.
- Henri Fournel, non daté

### Soggetti storici e altri
- Une famille indienne exilée, 1824.
- Milton dictant à ses filles le Paradis perdu, 1827.
- Les Adieux de Charles Ier à sa famille, 1827.
- Lady Francis implorant Cromwell, 1829.
- Mater Dolorosa, 1835.
- Agar dans le désert, 1836.
- L’Ange gardien, 1836.
- Sainte Thérèse (église Notre Dame de Lorette, Paris), 1836.
- La Charité, 1839.
- L'Adoration des bergers, 1841.
- Paolo et Francesca, 1841, museo delle belle arti di Orléans
- Turc fumant la pipe, museo d'arte Thomas-Henry, Cherbourg-Octeville

## Galleria d'immagini

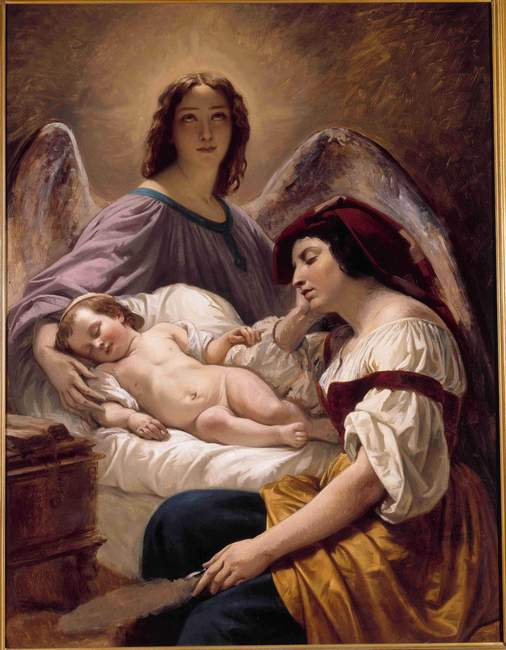
L’Ange gardien, v. 1836, Museo reale di belle arti di Anversa
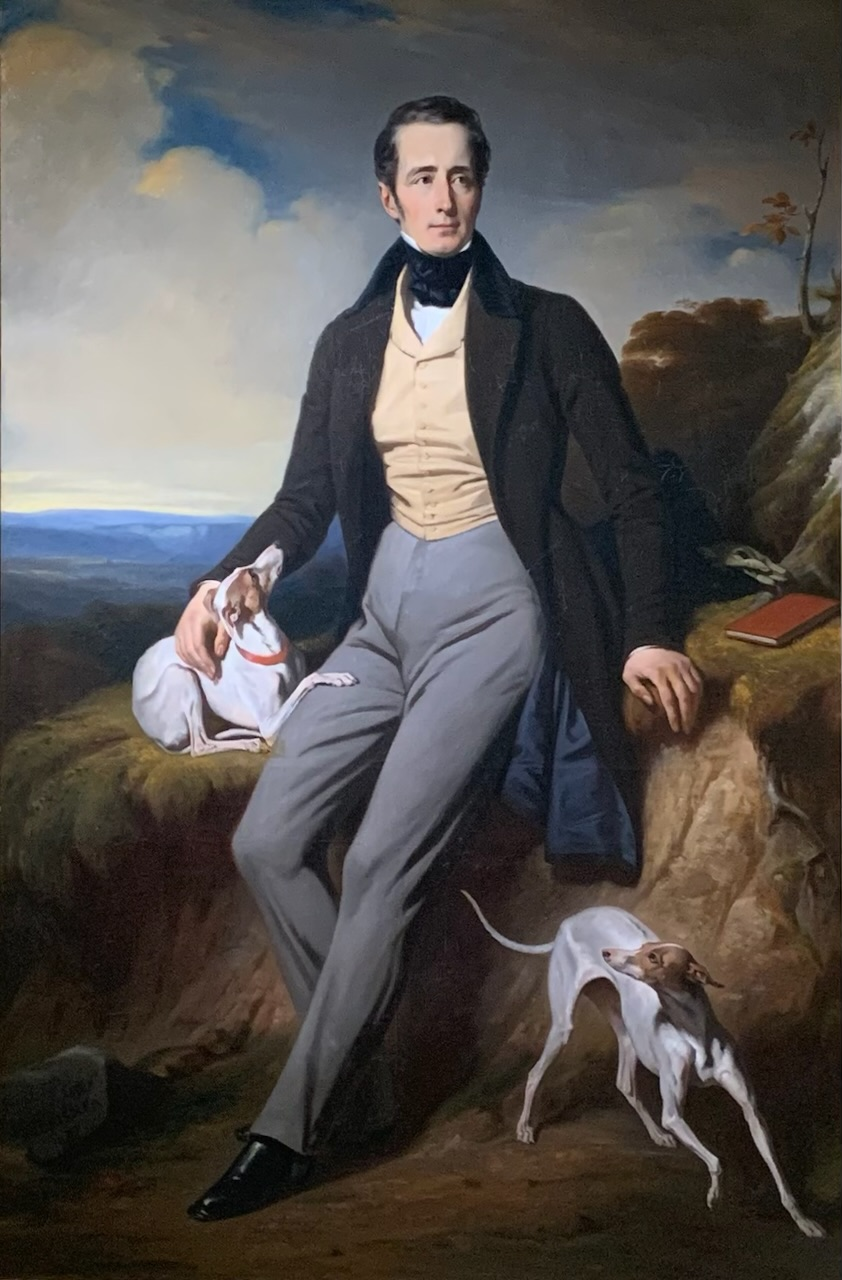
Alphonse de Lamartine, Museo Lamartine di Mâcon
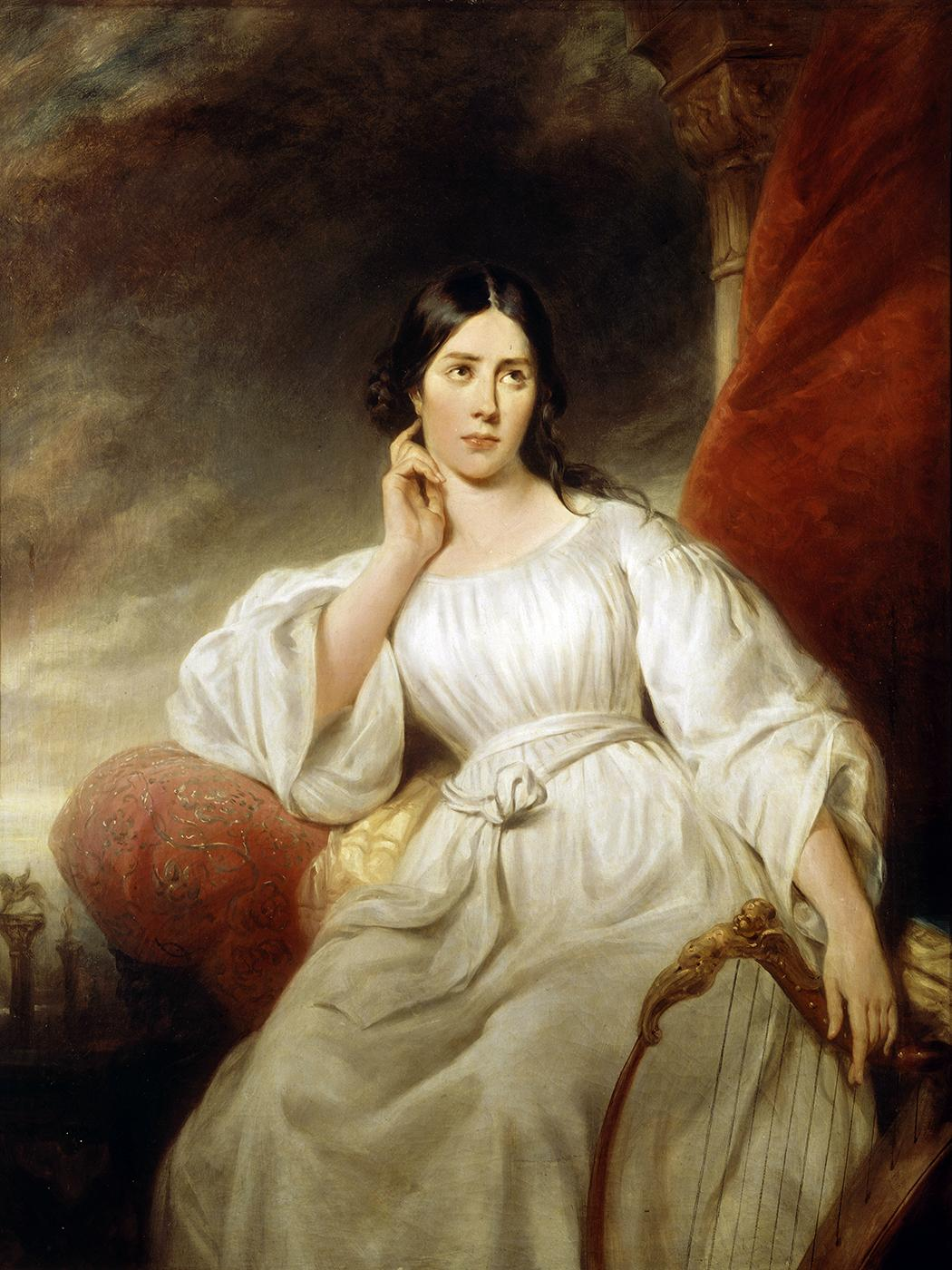
Maria Malibran in Desdemona nell'Otello di Rossini, 1831, Parigi, Museo Carnavalet
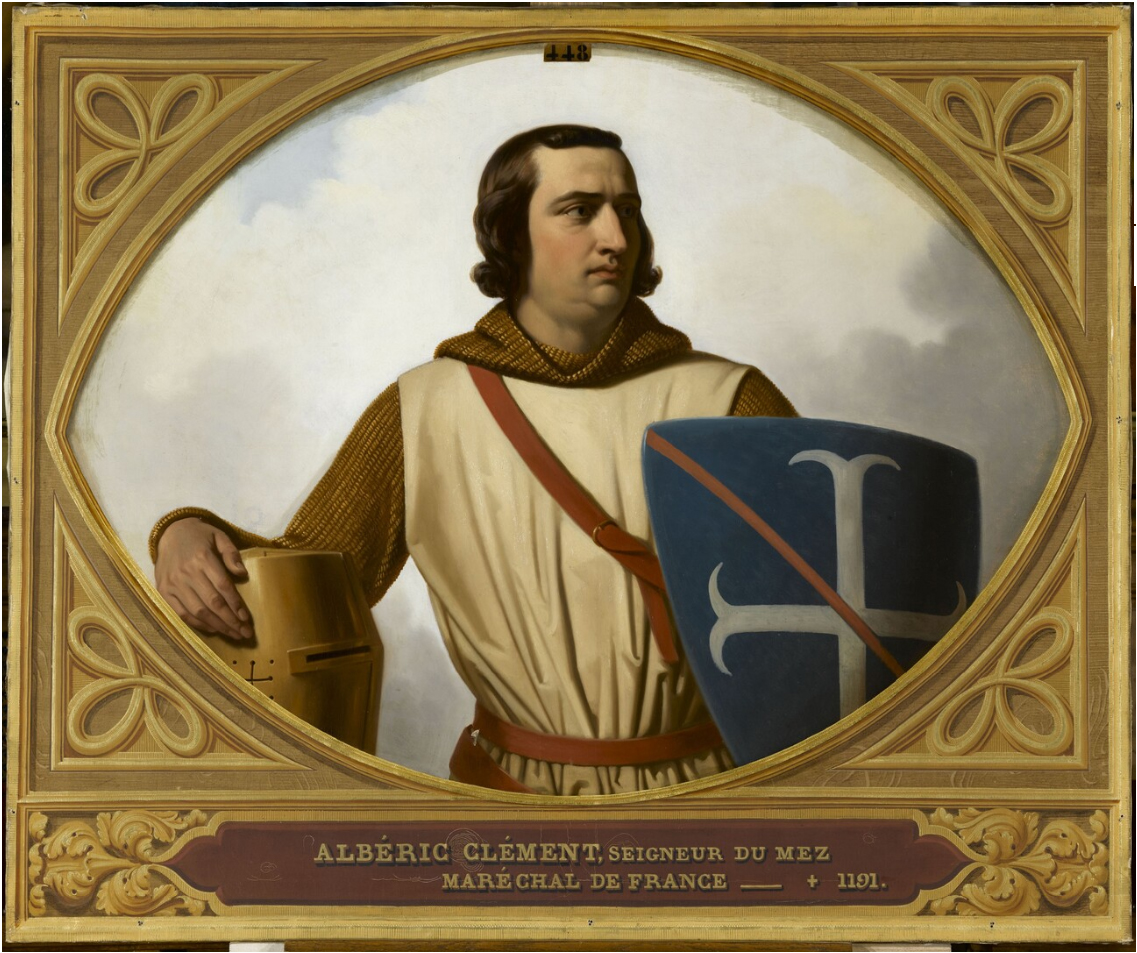
Albéric Clément, maresciallo di Francia, 1844, castello di Versailles
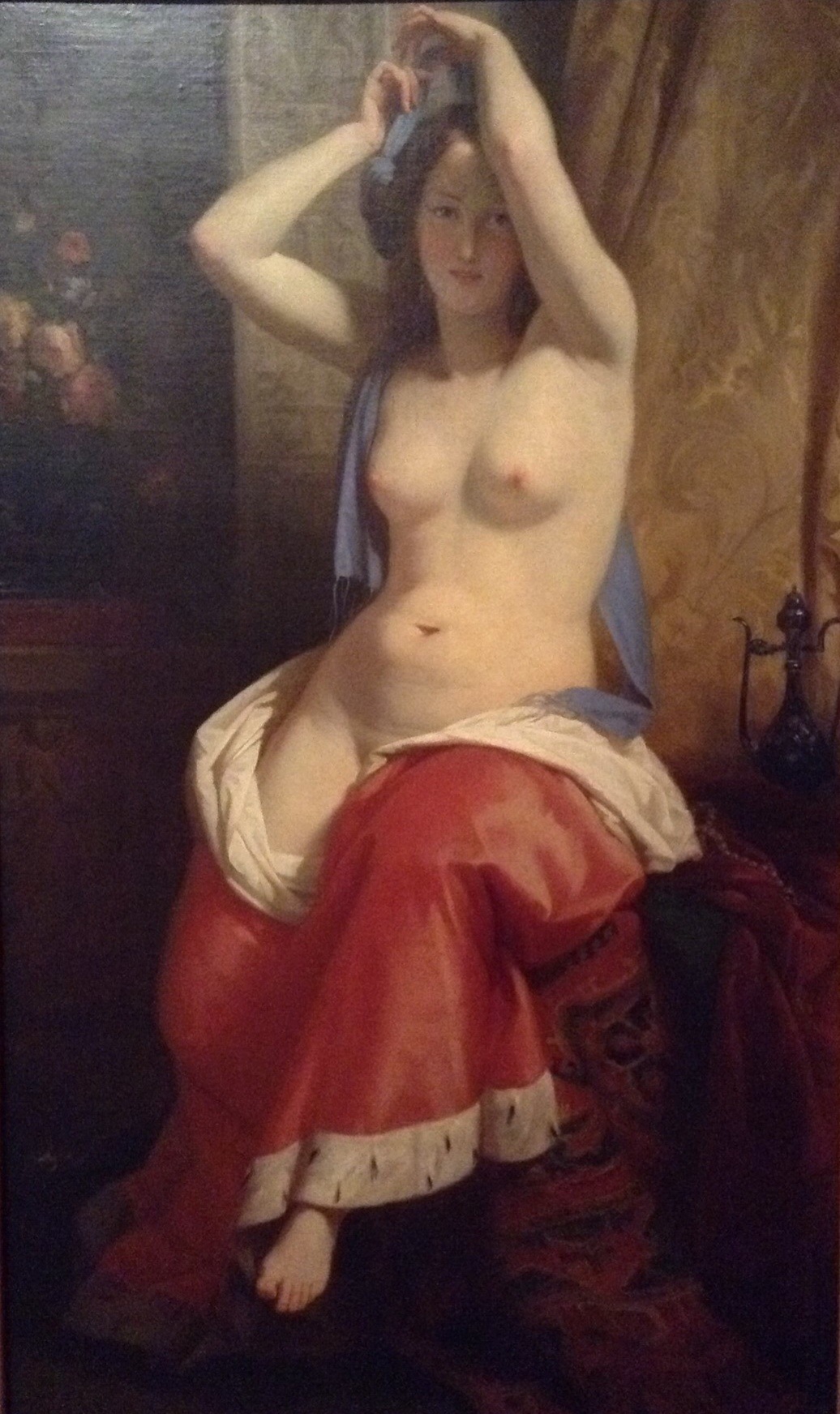
Odalisque, Museo Nacional di San Carlos, Messico
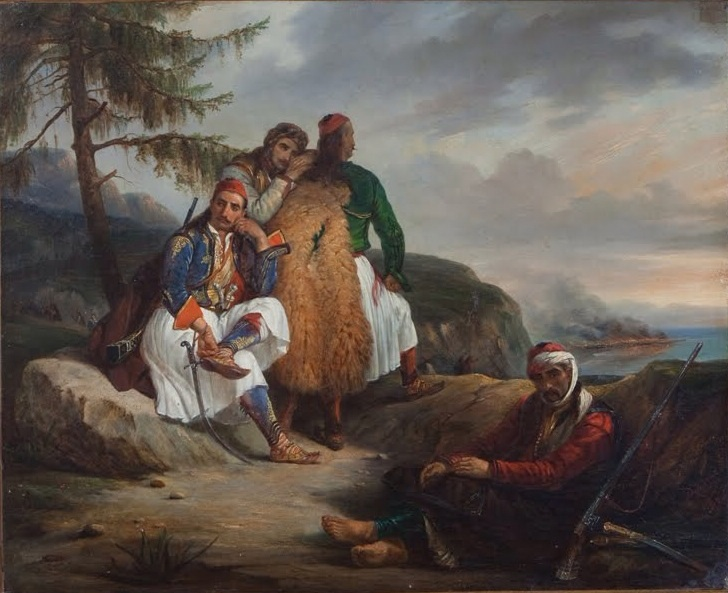
Échec d'une opération militaire, v.1830, Museo Benaki, Atene